# Талтенов, Абзал Ахатович
Абзал Ахатович Талтенов — общественный деятель, доктор химических наук, профессор, «Отличник образования Республики Казахстан».

## Биография
Родился 11 января 1972 года в ауле Чкалова Атырауской области Махамбетского района в семье служащих.
В 1979 году поступил в среднюю школу им. В. И. Ленина села Елтай Индерского района, в 1989 году окончил с серебряной медалью среднюю школу им. М.Ауезова.
В том же году поступил на химический факультет Казахского государственного университета им. аль-Фараби, который закончил с отличием в 1994 году. В этом же году поступил в аспирантуру при КазНУ им. аль-Фараби.
В 1997 году успешно защитил кандидатскую диссертацию, а в 2007 году — докторскую диссертацию в области химических наук.
1998—2001. Главный специалист, заместитель директора Республиканского научно-практического центра «Дарын» Комитета образования МОН РК.
2001—2008. Руководитель отдела по управлению персоналом, директор административного департамента, проректор по научной работе и международным связям, первый проректор Павлодарского государственного университета им. С. Торайгырова.
2008—2011. Первый проректор по учебной работе Семипалатинского государственного педагогического института.
2011—2016.Руководитель аппарата, проректор по учебной работе и проректор по научно-исследовательской работе Евразийского национального университета им. Л. Н. Гумилева.
19 апреля 2016 года приказом МОН РК был назначен исполняющим обязанности ректора Атырауского государственного университета им. Х.Досмухамедова.
В ноябре 2016 года Республиканская конкурсная комиссия под председательством И. Н. Тасмагамбетова утвердила А.Талтенова в качестве ректора Атырауского государственного университета им. Х.Досмухамедова.
С 6 сентября 2019 года директор ТОО «ЭФКО Алматы».

## Общественная деятельность
Депутат Атырауского областного маслихата. Член политбюро Атырауского областного филиала партии «Нур Отан». Председатель университетской первичной партийной организации «Бірлік». Член общественного совета Департамента внутренних дел Атырауской области.

## Награды и звания
В 2004 году награжден «Благодарственным письмом» Президента РК Н. А. Назарбаева, в 2005 году — нагрудным знаком «Почетный работник образования РК», в 2009 году — нагрудным знаком «За заслуги в развитии науки Республики Казахстан», в 2010 году — золотой медалью имени С. Торайгырова, в 2011 году — медалью «20 лет Независимости РК» и медалью «20 лет Конституции Казахстана» в 2015 году.
Является академиком Национальной академии естественных наук, академиком Академии педагогических наук РК, членом-корреспондентом Международной педагогической академии образования, членом редколлегии ряда научных журналов по химии и экологии, главным редактором научного журнала «Вестник Атырауского государственного университета им. Х. Досмухамедова».
Является автором более 80 научно-методических изданий, в том числе трех монографий, обладатель трёх авторских свидетельств. Основные направления его научных исследований — нефтехимия, экология, катализ, химическая кинетика.